# Jan Gericke
Jan Gericke (* 6. März 1967) ist ein deutscher Jurist und Richter am Bundesgerichtshof (BGH).
Nach Abschluss  seiner juristischen Ausbildung trat Gericke im Jahr 1999 in den Justizdienst des Landes Nordrhein-Westfalen ein. Er war zunächst als Richter beim Landgericht Bonn und beim Amtsgericht Euskirchen tätig, bis er im Juli 2002 zum Richter am Landgericht Bonn ernannt wurde. Nach Tätigkeiten in Zivil- und Strafsachen wurde er von 2007 bis April 2010 als wissenschaftlicher Mitarbeiter an den Bundesgerichtshof abgeordnet. Daran anschließend war er an das Oberlandesgericht Düsseldorf abgeordnet, wo er einem Strafsenat zugewiesen war. Im August 2010 wurde er zum Richter am Oberlandesgericht Düsseldorf befördert.
Am 8. Juni 2012 wurde Gericke zum Richter am Bundesgerichtshof ernannt. Dort war er zunächst dem unter anderem für Staatsschutzstrafsachen zuständigen 3. Strafsenat zugewiesen, zu dessen stellvertretendem Vorsitzenden er im Januar 2018 bestellt wurde. Seit dem 1. Juli 2021 ist Gericke dem in Leipzig ansässigen 5. Strafsenat des BGH zugewiesen, ebenfalls als dessen stellvertretender Vorsitzender.
Gericke ist seit 2023 Mitherausgeber des Karlsruher Kommentars zur Strafprozessordnung.